# Agnes Morgan
Agnes Fay Morgan (Peoria, 4 maggio 1884 – 20 luglio 1968) è stata una chimica statunitense.

## Biografia
Fu per lungo tempo a capo del corso di economia domestica presso l'Università della California. Il suo programma era fortemente radicato nella scienza e gli studenti frequentanti dovevano dimostrare di possedere un livello di conoscenza scientifica superiore agli analoghi programmi di economia domestica del tempo. Morgan fu una delle prime professoresse sposate negli Stati Uniti.
Laureatasi presso l'Università di Chicago, Morgan tenne breve docenze nelle scuole inferiori prima di conseguire un dottorato ed essere assunta a Berkeley. Nel laboratorio di Morgan vennero condotte significative ricerche sulla composizione nutrizionale degli alimenti e della biochimica delle vitamine, ed in particolare dell'acido pantotenico (vitamina B5). Il suo lavoro permise di correlare la diminuzione della densità ossea (osteoporosi) con l'aumentare dell'età e elevati livelli sierici di colesterolo con l'assunzione di grassi alimentari.
Morgan rimase ad insegnare a Berkeley per oltre 50 anni e, anche se si ritirò nel 1954, rimase attiva nel suo campo fino a poco prima della morte. L'American Chemical Society le conferì la medaglia Garvan-Olin per le sue ricerche. A Berkeley, il laboratorio di nutrizione del campus è chiamato in suo onore. 